# Керженцева, Александра Аркадьевна
Александра Аркадьевна Керженцева (родилась 26 мая 1987 года в Новокузнецке) — российская регбистка и каратистка (кёкусинкай), известная по выступлениям за регбийный клуб «Енисей-СТМ». Мастер спорта России по карате и по регби.

## Биография

### Карате
До регби Александра занималась восточными единоборствами — айкидо, кендо, дзюдо, кикбоксингом, боксом и карате. Начиная с 2000 года, занималась карате-кёкусикай в ДЮСШ № 6 города Новокузнецк у тренеров М. А. Морозова, С. Б. Колоктина и И. В. Шумина. Первым тренером является М. А. Морозов. Мастер спорта по кёкусинкай, обладатель 1 дана. С 2012 года занималась в красноярском клубе «Полярная звезда» под руководством И. В. Комарова. Призёр чемпионатов Европы и России, победительница ряда турниров. Позже стала тренировать детей, совмещая это с регби.

### Регби
В 2006 году занялась регби, куда изначально её хотел отдать отец (первая попытка не увенчалась успехом, поскольку не хватало времени). До 2012 года играла за новокузнецкий «Буревестник». Была капитаном команды, в её составе выигрывала женский чемпионат России по регбилиг. Позже играла за «Енисей-СТМ», была капитаном команды. Выступала в чемпионате России по регби-7: в 2017 году стала чемпионом страны. Также выиграла в составе талдыкорганского клуба «Олимп» азиатский турнир в Бангкоке.
В составе сборной России по регби-7 выступала на чемпионате мира 2009 года. Также играла за сборную по регби-15. В 2019 году в первом туре чемпионата России по регби-7 порвала связку на ноге, второй тур провела на обезболивающих, а позже занялась восстановлением, из-за чего пропустила сборы по пляжному регби. В августе 2021 года Керженцева была включена в заявку «Енисея-СТМ» на чемпионат России по пляжному регби (с 7 по 8 августа). Вскоре она завершила карьеру, перейдя на тренерскую работу в клубе «Енисей-СТМ» (тренер резерва): по состоянию на 2022 год занимала должность тренера девушек до 19 лет.

### Вне спорта
Окончила в 2010 году Кузбасский институт ФСИН России (юрист, диплом с отличием), в 2011 году — Сибирский государственный индустриальный университет (инженер-технолог), в 2017 году — Красноярский колледж олимпийского резерва (педагог). На выбор карате в качестве вида спорта повлияли фильмы о боевых искусствах с Чаком Норрисом и Джеки Чаном, которые в детстве смотрела Александра.

## Награды

### Карате
- Мастер спорта России (18 июня 2010)[1]
- Чемпионка Сибирского федерального округа[3]
- Победительница турниров «Сибирь-Азия»[3]
- Чемпионка Красноярского края[3]
- Призёр чемпионата России[3]
- Чемпионка России по тамэсивари (разбивание досок)[3]
- Призёр чемпионата Европы по карате (бронзовый призёр в кумите)[5].
- Чемпионка Европы по тамэсивари[5]
- Двукратная чемпионка Сибири по косики-карате[3]

### Регби
- Мастер спорта России (1 ноября 2016)[1]
- Чемпионка России по регби-7: 2017[3]
- Серебряный призёр чемпионата России по регби-7: 2015, 2016, 2018[3]
- Бронзовый призёр чемпионата России по регби-7: 2013[3]
- Чемпионка России по регбилиг[3]
- Бронзовый призёр чемпионата Европы по регби-15: 2014[10][11], 2016[12]

## Научные публикации
- Керженцева А.А. Методика совершенствования скоростно-силовой выносливости спортсменок, занимающихся регби-7, на этапе высшего спортивного мастерства // Студенческий вестник (часть 2). — М., 2023. — № 23 (262). — С. 10—11. — ISBN 2686-9810.